# 吕崇茂
吕崇茂（7世纪—620年），唐朝初年夏县人。武德二年（619年），刘武周南侵，裴寂坚壁清野，焚烧百姓粮食。百姓不满，夏县居民吕崇茂聚众自称魏王，响应刘武周，裴寂去讨伐，吕崇茂将他打败。唐高祖下诏命永安王李孝基、独孤怀恩，陕州总管于筠、内史侍郎唐俭等人带兵讨伐吕崇茂。吕崇茂向刘武周大將宋金刚求援，宋金刚派遣尉迟敬德、寻相带兵救援，李孝基、独孤怀恩、于筠、唐俭以及行军总管刘世让都被俘虏。次年二月二十，唐派遣将军桑显和再攻吕崇茂。尉迟敬德带兵帮吕崇茂守卫夏县，唐高祖暗中派人赦免吕崇茂之罪，拜他为夏州刺史，让他除掉尉迟敬德，事泄，尉迟敬德杀死吕崇茂。尉迟敬德离开夏县，吕崇茂余部又据夏县拒守。秦王李世民平定刘武周，收服尉迟敬德，派宇文颖、常何率军从晋州回师攻打夏县，五月廿四日，屠之。